# Žemlovka
Žemlovka é um prato doce preparado com maçã e pão ensopado em leite. Uma variante desse prato utiliza pera, ao invés de maçã. Esta refeição é uma parte tradicional da cozinha checa e é geralmente oferecida em cantinas.

## Preparação
Consiste da mistura dos ingredientes que formam uma massa molhada e frutas. São feitas várias camadas com a massa e as frutas, então a mistura é assada até uma crosta dourada se formar no topo.
A žemlovka pode ser comida quente ou fria.